# Cienfuegos (província)
Cienfuegos ou Cenfogos é uma província de Cuba. Sua capital é a cidade de Cienfuegos. A população urbana é de 320.579 habitantes, ou seja, 81,1 % da população total.

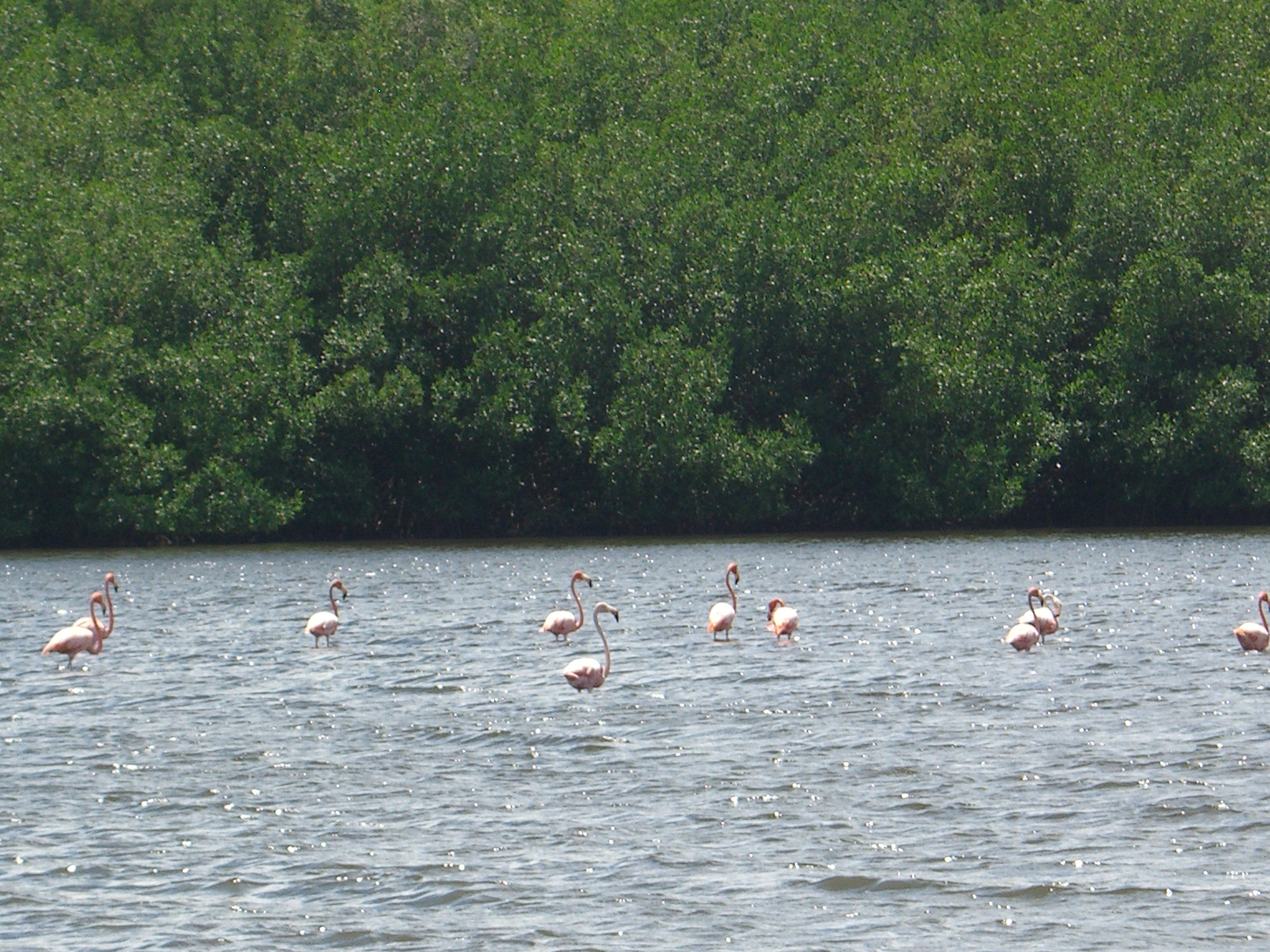
Flamencos, Laguna de Guanaroca, Cuba

## Municípios
A província está subdividida em 8 municípios.
| Município           | População (2004) | Área (km²) | Coordenada geográfica        | Comentários        |
| ------------------- | ---------------- | ---------- | ---------------------------- | ------------------ |
| Abreus              | 30330            | 564        | 22° 16′ 50″ N, 80° 34′ 04″ O |                    |
| Aguada de Pasajeros | 31687            | 680        | 22° 23′ 05″ N, 80° 50′ 46″ O |                    |
| Cienfuegos          | 163824           | 333        | 22° 08′ 45″ N, 80° 26′ 11″ O | Capital provincial |
| Cruces              | 32139            | 198        | 22° 20′ 32″ N, 80° 16′ 34″ O |                    |
| Cumanayagua         | 51435            | 1099       | 22° 09′ 09″ N, 80° 12′ 04″ O |                    |
| Lajas               | 22602            | 430        | 22° 24′ 59″ N, 80° 17′ 26″ O |                    |
| Palmira             | 33153            | 318        | 22° 14′ 40″ N, 80° 23′ 39″ O |                    |
| Rodas               | 33477            | 552        | 22° 20′ 34″ N, 80° 33′ 19″ O |                    |

1. ↑  Torres, Artur de Almeida; Jota, Zélio dos Santos (1961). Vocabulário ortográfico de nomes próprios. [S.l.]: Fundo de Cultura. Consultado em 9 de julho de 2025